# パット・ボナー
パトリック・ジョセフ"パット"ボナー（Patrick Joseph "Pat" Bonner, 1960年5月24日 - ）は、アイルランドの元サッカー選手、サッカー指導者。ポジションはGK。

## 経歴
ボナーはアイルランド共和国ドニゴール県のクロウグラスで生まれた。イングランドのレスター・シティの下部組織でサッカーを学び、1978年5月14日にスコティッシュ・プレミアリーグのセルティックFCへ入団した。ボナーはデビュー以来、一貫してセルティックでプレーを続けリーグ通算483試合出場を含め642試合に出場した。セルティックではリーグ優勝5回 (1979, 1981, 1982, 1986, 1988) 、スコティッシュカップ優勝5回 (1980, 1985, 1988, 1989, 1995) に貢献した。そして1995年のスコティッシュ・カップ決勝を最後に現役を引退した。
アイルランド代表としては、1981年5月24日に敵地のブィドゴシュチュで行われたポーランド戦で代表デビュー。同国は1980年代後半からジャッキー・チャールトン監督の指導の下で急速に実力を付け、1988年のUEFA欧州選手権1988ではイングランドを下し、優勝したオランダをギリギリまで追い詰めるなど旋風を起こした。続く1990年のFIFAワールドカップ・イタリア大会ではベスト8進出、1994年のFIFAワールドカップ・アメリカ大会では1次リーグ初戦でイタリアを破る活躍でベスト16進出を成し遂げた。ボナーは1995年に代表から退くまで国際Aマッチ80試合に出場した。
引退後は指導者の道へ進み、アイルランドサッカー協会でゴールキーパーコーチを担当していたが、2003年2月2日に同協会のテクニカルディレクターに就任した。また、彼はTV3アイルランドのサッカー解説者としても活躍している。

## エピソード
- 息子のアンドリュー・ボナーもサッカー選手で、父親とは違いFWとしてプレーをしている。
- アイルランド代表として出場した1990年のW杯イタリア大会で、対エジプト戦（結果は0対0の引き分け）の試合終盤に行った時間稼ぎ行為が、1992年のバックパス・ルール設定に影響したとされている。